# Šaknja rat
Šaknja rat este o arie protejată (sit de importanță comunitară — SCI) din Croația întinsă pe o suprafață de 479,49 ha, integral pe uscat.

## Localizare
Centrul sitului Šaknja rat este situat la coordonatele 42°55′46″N 16°39′25″E / 42.929581°N 16.656927°E.

## Înființare
Situl Šaknja rat a fost declarat sit de importanță comunitară în iulie 2013 pentru a proteja un număr necunoscut de specii din flora spontană și fauna sălbatică aflate în arealul zonei.

## Biodiversitate
Situată în ecoregiunea mediteraneană, aria protejată conține 1 habitat natural: Păduri de pin mediteraneene cu pini mezogeni endemici.
La baza desemnării sitului se află un număr nedeclarat de specii protejate.